# Villamayor de Monjardín
Villamayor de Monjardín es una villa y municipio español de la Comunidad Foral de Navarra, situado en la merindad de Estella, en la comarca de Estella Oriental y a 53 km de la capital de la comunidad, Pamplona. Su población en 2017 fue de 113 habitantes (INE).
Es villa desde el siglo XVII, y ayuntamiento independiente desde 1846 fecha en la que desaparece el municipio del Valle de Santesteban de la Solana al cual pertenecía, junto con los actuales municipios de Arróniz, Barbarin, Igúzquiza y Luquin. Hasta 1985 carecía de casa consistorial.

## Toponimia
Según José María Iribarren en su Vocabulario Navarro, los habitantes de este pueblo reciben el apodo de rusos.
El nombre tradicional de la localidad es Villamayor. Esta denominación no aparece hasta el siglo XIII (originalmente Villa Maior), por lo que se cree que fue adjudicada por su fundador o repoblador, posiblemente el rey Sancho el Fuerte a finales del siglo XII.

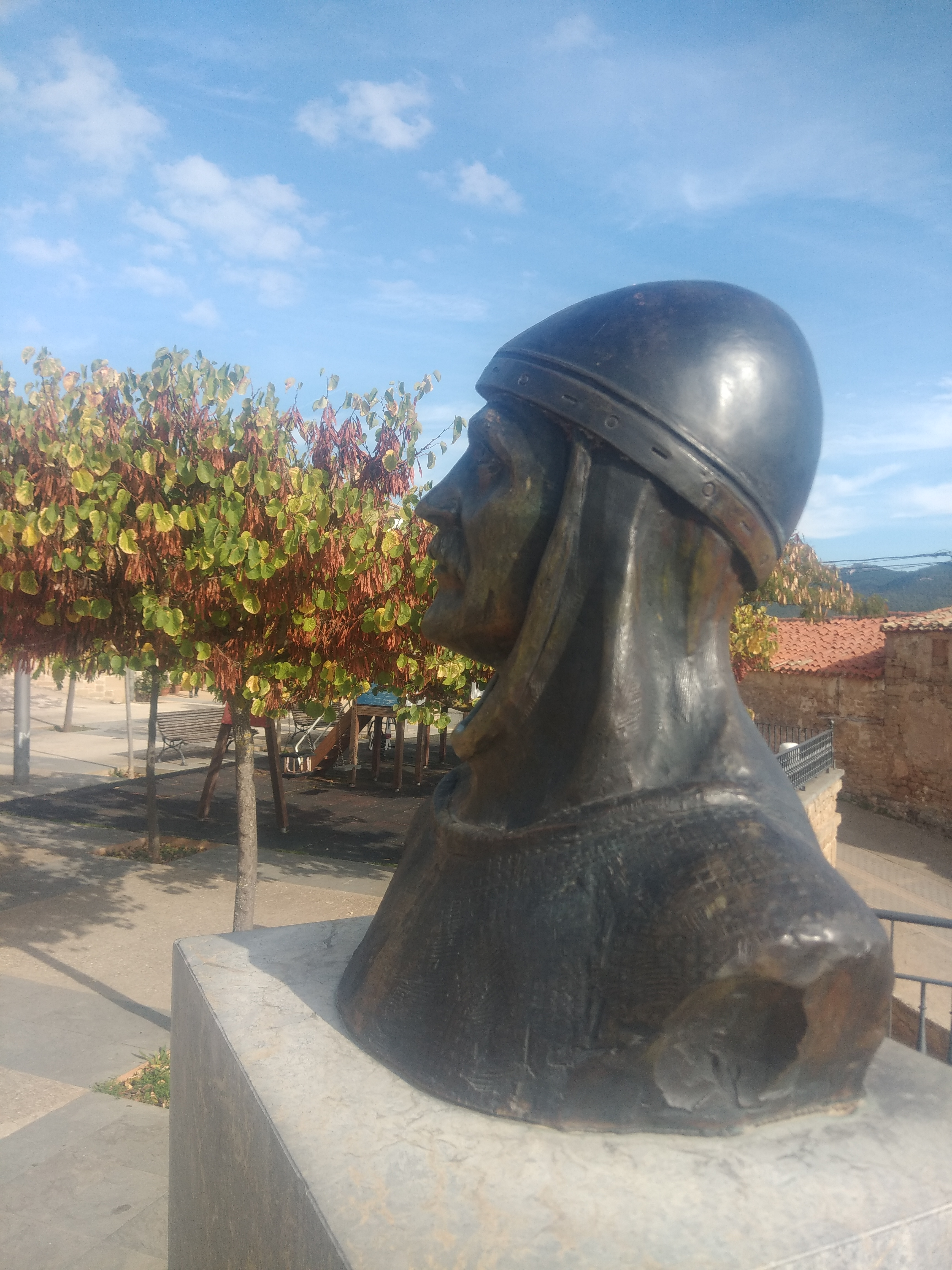
Monumento a Sancho Garcés

Hasta la reforma de la nomenclatura municipal de 1916 el municipio se llamaba simplemente Villamayor. En dicha fecha su nombre fue modificado por el de Villamayor de Monjardín. Al existir numerosas poblaciones llamadas Villamayor en España y para distinguirla de estas, la Real Sociedad Geográfica le añadió por un acuerdo adoptado el 18 de febrero de 1908 el nombre del vecino monte de Monjardín, que domina la población. El nombre antiguo de ese monte fue Deyo (ver Yerri). La tradición afirma que el actual nombre del monte proviene del monarca navarro Sancho Garcés que fue enterrado a su muerte en el castillo de San Esteban de Deyo, fortaleza situada en la cima del monte. Monjardín provendría según esta tradición de Mons Garcini, es decir, 'Monte de Garcés'. Algunos autores, como Mikel Belasko en su Glosario de rutas de Navarra, consideran que Monjardín es simplemente un compuesto de monte y jardín.

## Geografía
La localidad de Villamayor de Monjardín está situada en la parte occidental de la Comunidad Foral de Navarra dentro de la comarca geográfica de Tierra Estella. Su término municipal tiene una superficie de 13,109 km² y limita al norte con Abáigar e Igúzquiza, al este con Igúzquiza y Luquin, al sur con las facerías de Samindieta y Barbarin-Olejua, y con Barbarin, y al oeste con Los Arcos, Etayo y Olejua.

## Historia

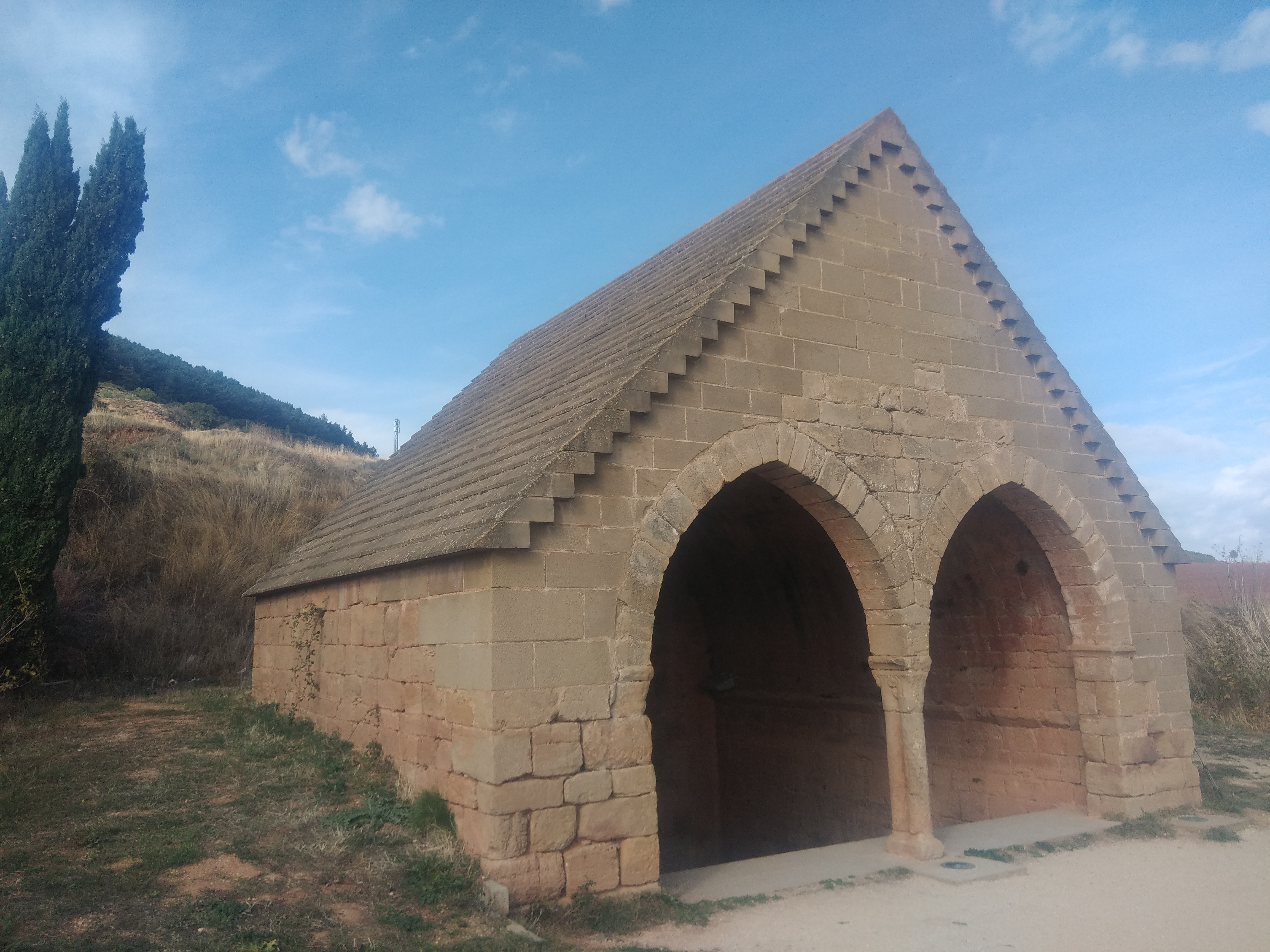
Fuente medieval en el camino a Ázqueta

Puede hacer su entrada en la Historia, al ser referida como Mons Garcini, la fortaleza tomada por Carlomagno bajo asedio durante su breve campaña en la península en el año de 778 y en la que supuestamente fue hecho rehén el conde Furio, hermano de su castellano. Según crónicas más espurias de los primeros años del califato, fue arrasada por el primer califa al año siguiente en que tomaba represalias entre los cabecillas de Zaragoza y toda la región del Ebro. El conde «Mothmin» (escrito en árabigo موثمين) se había retirado previamente, así como otras guarniciones incluida Pamplona supuestamente arrasada por el emperador franco.
La historia del municipio está ligada al castillo situado en lo alto del pueblo. El castillo fue un gran baluarte ante la invasión morisca y fue tomado por el rey Sancho Garcés I en el año 908, tras fuerte combate contra sus ocupantes, ya que constituía la firme fortaleza del poderío musulmán en la comarca. En 1351, Carlos II de Navarra nombró a Juan Ibáñez de Lizarazu, con una retenencia anual de 100 sueldos y 25 cahíces de trigo. Más tarde, en 1366, se mandó al recibidor que obligase a los comarcanos a reparar el castillo a pan de almut. Pasó a ocupar el alcaidio en 1368 Alvar Díaz de Medrano y Almoravid, y hacia 1380 entró en su lugar Miguel García de Galdeano. Se hicieron obras de reparación nuevamente en 1387, a cargo del mazonero Juan García de Laguardia.
Carlos III de Navarra confió la guarda en 1387 a Alvar Díaz de Medrano y Almoravid, y la reina Leonor, en 1405, a Juan Vélaz de Medrano. El mismo rey nombró en 1414 a Diago Álvarez de Eulate. Cuatro años después aparece en el puesto Beltrán Díaz de Baquedano. Con motivo de la guerra con Castilla, en diciembre de 1429, se aumentó la guardia con 10 ballesteros, y al año siguiente, consta que había al menos dos cañones en la fortaleza. Ese mismo año entró como alcaide Lope de Eraso.
En 1437, Juan II de Aragón y doña Blanca nombraron para el alcaidío a Juan de San Juan, maestrehostal del Príncipe de Viana. Diez años después aparece en su lugar Iñigo Pérez de Iturmendi. Eran los años de las discordias civiles entre agramonteses y beaumonteses. En 1456 tenía la guarda Fernando de Medrano y en 1457, Juan Martínez de Eraso. Siendo alcaide el comendador Pedro de Garay, en 1467, alegó posesión sobre los pueblos de Urbiola y Villamayor, y otras propiedades situadas cerca del castillo, y fue necesario nombrar diputados para lograr una concordia sobre el particular. En 1474 tenía la guarda Juan de Moreda, que se comprometió con juramento a socorrer a la princesa gobernadora, en caso de agresión por parte de los beaumonteses.
El castillo fue donado por el rey Sancho II al monasterio de Irache, pero pasó más tarde a poder de la Catedral de Pamplona por donación de Sancho el Mayor; mucho más tarde aparece como propiedad del duque de Alba, por el matrimonio de Brianda de Beaumont, condesa de Lerín, con Diego Álvarez de Toledo y Enríquez de Guzmán en 1564. A partir de entonces el duque de Alba nombraría teniente de alcalde de Villamayor hasta las reformas municipales de 1835-45.
Durante las guerras carlistas sufrió alternativamente la ocupación por parte de los ejércitos liberales y carlistas.

## Demografía
Villamayor de Monjardín cuenta con una población de 113 habitantes (INE 2024).
| Gráfica de evolución demográfica de Villamayor de Monjardín entre 1842 y 2021 |
| |
| Población de derecho según los censos de población del INE Población de hecho según los censos de población del INEEn estos censos se denominaba Villamayor: 1842, 1857, 1860, 1877, 1887, 1897, 1900 y 1910 |

## Símbolos
El escudo de armas de la villa de Villamayor de Monjardín tiene el siguiente blasón:

Trae de gules y una cruz de lorena de oro.

## Administración y política
| Mandato   | Nombre del alcalde      | Partido político           |
| --------- | ----------------------- | -------------------------- |
| 2003-2007 | Sergio Gómez Salvador   | Candidatura Monjardín (CM) |
| 2007-     | Eugenio Barbárin Lúquin | Candidatura Monjardín (CM) |

## Cultura

### Patrimonio

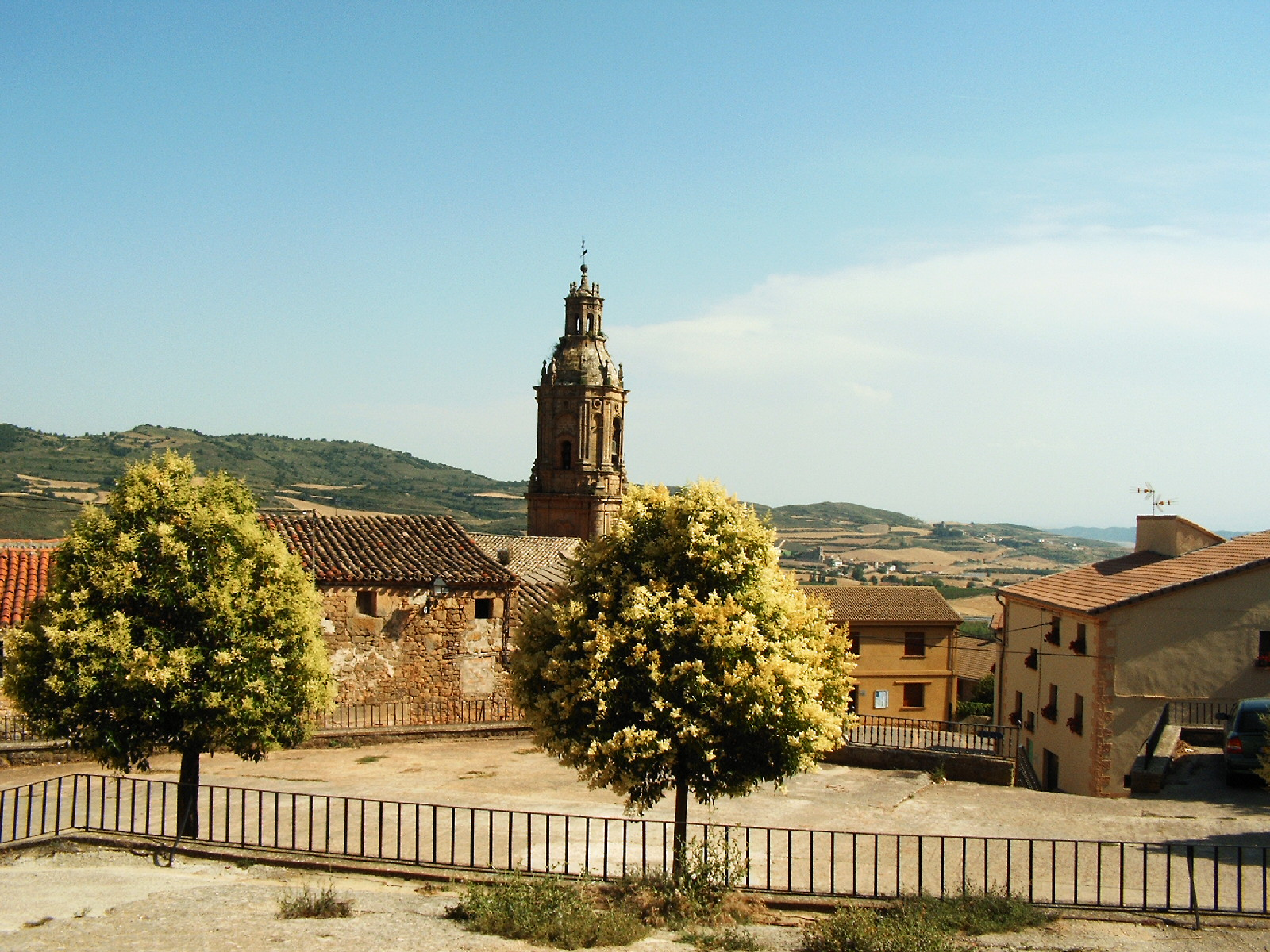
La plaza Mayor y la iglesia de San Andrés Apóstol

#### Monumentos religiosos
- Iglesia de San Andrés Apóstol. Edificio románico tardío.
- Ermita de San Esteban de Deyo o Santa Cruz de Monjardin. La primera advocación está vinculada al devenir de la fortaleza homónima. La segunda responde a la cruz procesional atribuida a Sancho Garcés, supuestamente enterrado en tal fortaleza. Se levanta sobre los muros del castillo y presenta elementos románicos de transición.

#### Monumentos civiles

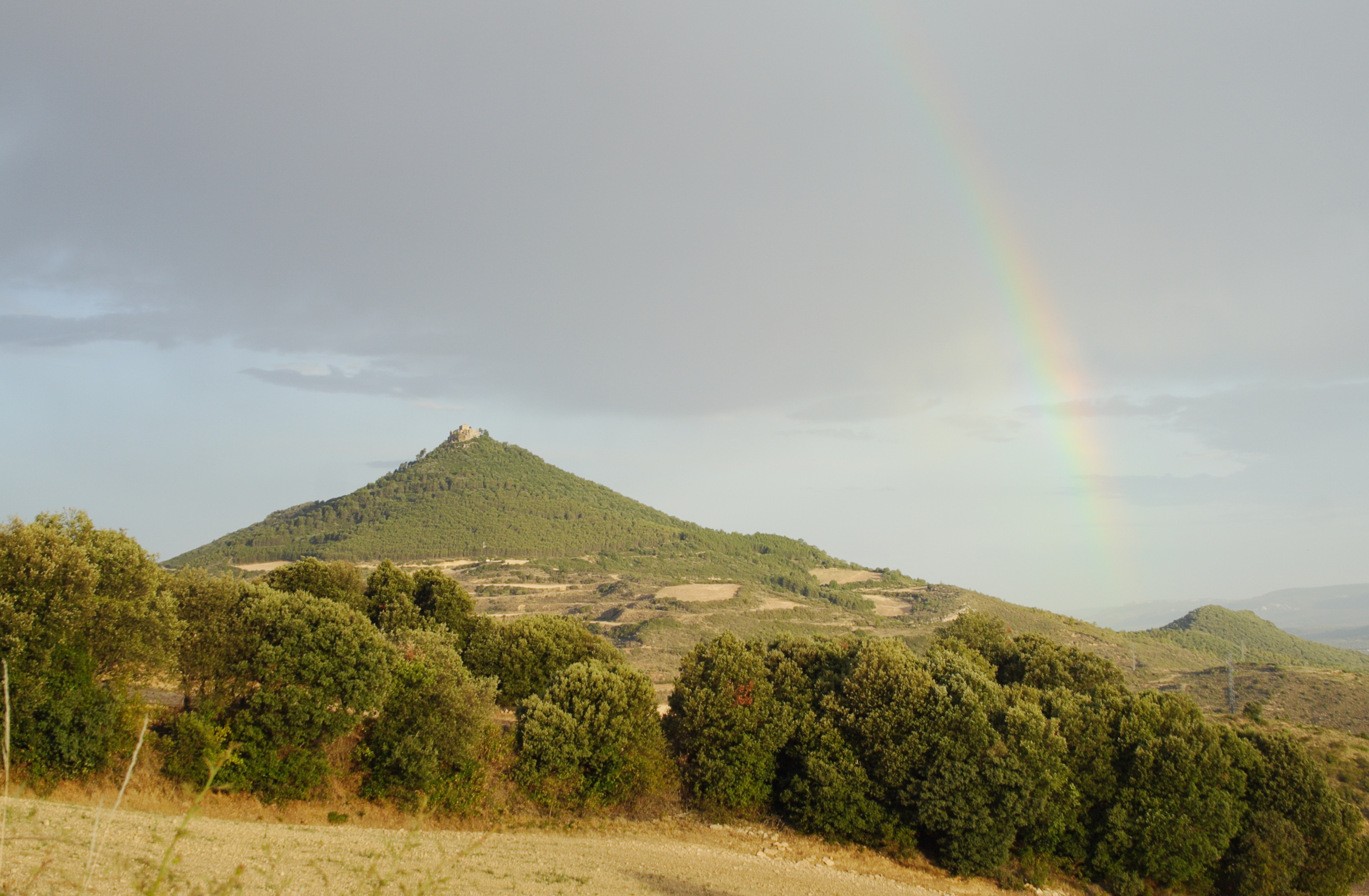
Castillo de Monjardín

- Castillo de San Esteban de Deyo o Castillo de Monjardín, documentado desde el siglo X y declarado bien de interés cultural desde el 25 de junio de 1985.

En la proximidad del pueblo, en un altozano de 890 m se encuentra la antigua fortaleza de San Esteban de Deyo. La leyenda sitúa aquí los restos del monarca navarro Sancho Garcés I, quien tomó esta fortaleza en el año 908.
Del recinto medieval del castillo quedan solo los viejos muros de piedra arenisca y el viejo aljibe, dentro de una casa de techo abovedado.
- Destacan también algunas casas blasonadas.

### Fiestas y eventos
Fiestas patronales: Se celebran el segundo sábado de septiembre.